# Самчик (річка)
Са́мчик, Потік Млинський — річка в Україні, у межах Тернопільського району Тернопільської області. Права притока Збруча (басейн Дністра).

## Опис
Довжина 24 км, похил річки — 2,8 м/км, площа басейну 216 км². Долина порівняно широка і неглибока. Річище слабозвивисте; заплава двобічна, місцями заболочена.

## Розташування
Самчик бере початок біля західної околиці села Шили. Тече на південний схід у межах Авратинської височини. Впадає до Збруча між селами Просівці та Дорофіївка.
Основні притоки: Гниличка (ліва), Вовчок (права).
Над річкою розташовано 10 сіл. У пригирловій частині річки розташований Збручанський гідрологічний заказник, а біля села Медин — Мединський гідрологічний заказник.